# Fusafungin
Fusafungin ist ein Antibiotikum, das aus dem Pilz Fusarium lateritium (WR Stamm 437) oder anderen Fusarium-Arten gewonnen wird und gegen Infektionen der oberen Atemwege eingesetzt wird.
| Wikidata   | Fusafungin (Q222424) |
| CAS-Nummer | 1393-87-9            |
| EG-Nummer  | 215-737-5            |
| ECHA-ID    | 100.014.306          |
| PubChem    | 308409               |
| DrugBank   | DB08965              |
| ATC-Code   | R02AB03              |

## Eigenschaften
Chemisch gesehen handelt es sich dabei um ein ionophores Peptid-Antibiotikum, das ein Gemisch aus Enniatin A, B, C und möglicherweise weiteren Komponenten darstellt. Enniatine sind cyclische Depsipeptide, in deren ringförmigem Grundgerüst sich die Peptidbindung R–CO–NH–R' mit der Esterbindung R–CO–O–R' jeweils dreimal abwechselt (Cyclohexadepsipeptide, CHDPs).
Fusafungin ist ein Feststoff, der bei 125–129 °C schmilzt. Es ist fast unlöslich in Wasser, jedoch in Glycolen und Fetten löslich.

## Wirkung und Anwendung
Fusafungin ist gegen verschiedene grampositive und gramnegative Keime sowie Candida albicans wirksam. Dabei wirkt es bakteriostatisch und bakteriozid. Außerdem hat es eine eigene entzündungshemmende Wirkungskomponente.
Fusafungin wurde lokal (topisch) in Form von Dosiersprays (Aerosolen) angewendet.

## Widerruf der Zulassung
Aufgrund einer steigenden Anzahl von schweren allergischen Reaktionen, insbesondere Bronchospasmen, sowie mögliche Resistenzentwicklungen empfahl der Pharmakovigilanzausschuss für Risikobewertung (Pharmacovigilance Risk Assessment Committee, PRAC) der Europäischen Arzneimittel-Agentur im Februar 2016 den Widerruf Fusafungin-haltiger Zulassungen.
In der Folge hat das Bundesinstitut für Arzneimittel und Medizinprodukte (BfArM) mit einem Stufenplanbescheid vom 2. Mai 2016 alle Zulassungen fusafunginhaltiger Arzneimittel in Deutschland mit Wirkung zum 28. Mai 2016 widerrufen.

## Handelsnamen
Monopräparate

Locabiosol (D, A), Locabiotal (CH), Bioparox (CZ)